# مارفيلوس (شركة)
مارفيلوس (بالإنجليزية: Marvelous Inc.)‏ (باليابانية: 株式会社マーベラス)، هي شركة يابانية تقوم بإنتاج وتطوير ألعاب الفيديو والرسوم المتحركة، أسست سنة 2011م، وأعيد تأسيسها سنة 2014م، ولها مقرها في العاصمة اليابانية طوكيو.